# Estación de Aranga
Aranga fue un apeadero ferroviario situado en la localidad de Apeadero, en el municipio español de Aranga, en la provincia de La Coruña, Galicia. El edificio permanece junto a la línea León-La Coruña y no dispone de servicios de viajeros desde el 28 de septiembre de 1999.

## Situación ferroviaria
La estación se encuentra en el punto kilométrico 481,400 de la línea 800 León-La Coruña de ancho ibérico, entre las estaciones de Teixeiro y de Guitiriz. El tramo es de vía única y está sin electrificar.

## Historia
Entró en funcionamiento el 10 de octubre de 1875 con la apertura del tramo La Coruña-Lugo de la línea férrea pretendía unir Palencia con La Coruña. Recibió el nombre de Aranga, siguiendo la costumbre de poner los nombres de los municipios y dio su nombre al lugar de Apeadero.
No dispone de servicios de viajeros desde el 28 de septiembre de 1999.